# Anteros aerosus
Anteros aerosus är en fjärilsart som beskrevs av Hans Ferdinand Emil Julius Stichel 1924. Anteros aerosus ingår i släktet Anteros och familjen Riodinidae. Inga underarter finns listade i Catalogue of Life.